# 汤四明
汤四明，男，中華人民共和國武警少將，中共軍事人物及政治人物、中共黨員。

## 生平
汤氏分別在中國海軍、中國武警部隊服役過
歷任某部登陸艦艦長、某海測船大隊大隊長、青海湖艦艦長、南海艦隊某作戰支援艦支隊副支隊長等職，其后在海警局出任南海海區指揮部司令員 

## 軍衔晉升
在中國海軍部队任職期間為海军大校
在2019年12月，任職中國海警局某部司令员的湯氏晉升武警少將

 